# Freiburger Materialforschungszentrum

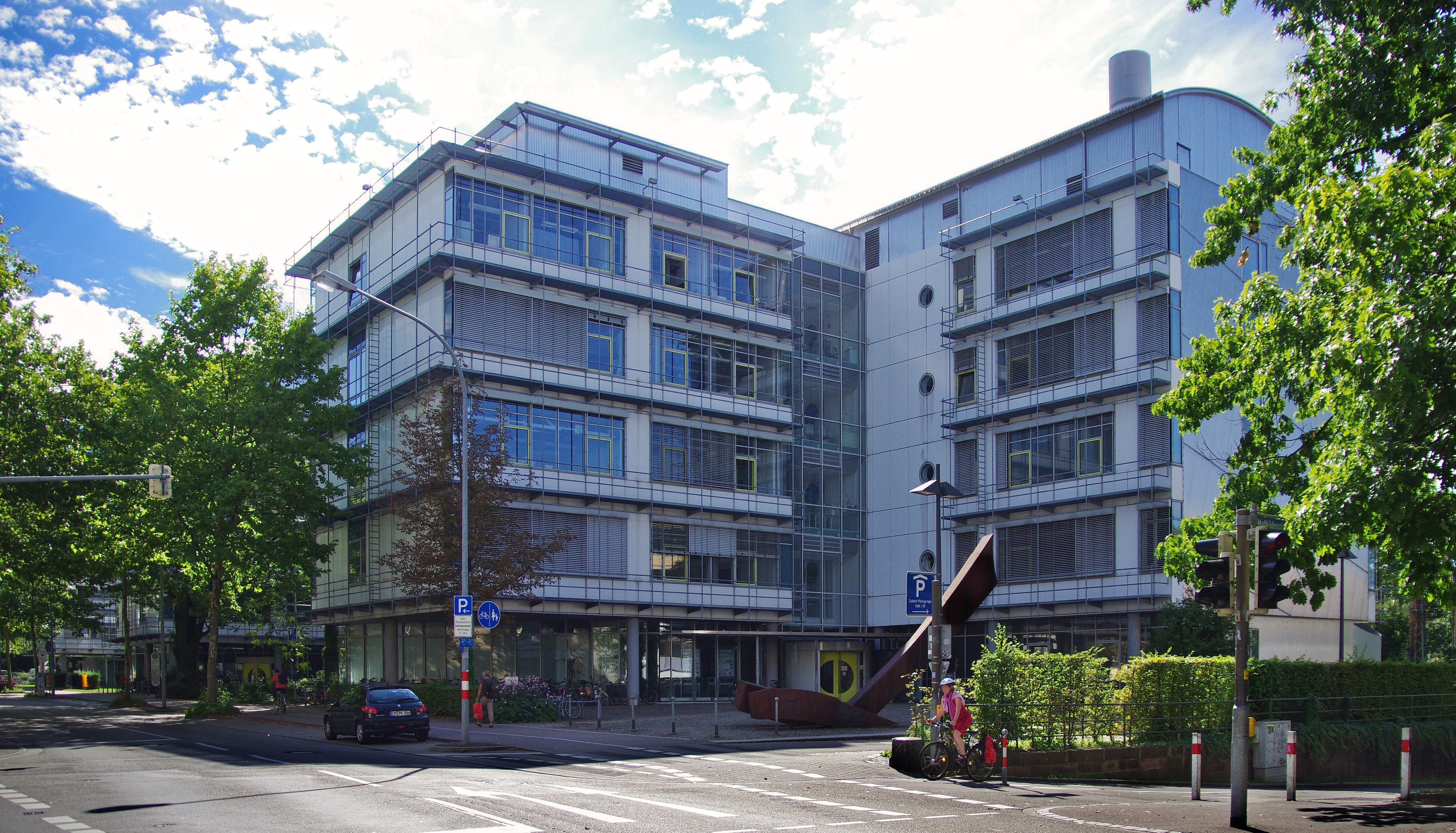
Der Eingang zum Freiburger Materialforschungszentrum mit der sieben Meter hohen Cortenstahlplastik „Freiburger Sitzende“ von Franz Bernhard (1996)

Das Freiburger Materialforschungszentrum (FMF) betreibt als zentrale Einrichtung der Albert-Ludwigs-Universität Freiburg seit 1989 fach- und fakultätsübergreifend anwendungsnahe Grundlagen- und zielorientierte Auftragsforschung im Bereich neuer Materialien und materialbezogener Technologien.
Es sind die sechs Fakultäten Mathematik und Physik, Technik, Chemie und Pharmazie, Biologie, Umwelt und natürliche Ressourcen sowie Medizin beteiligt. Das FMF ist eine Plattform für Kooperationen mit anderen Instituten der Universität, den in Freiburg ansässigen Fraunhofer Instituten, den regionalen EUCOR-Universitäten und der Wirtschaft.
Die Infrastruktur des FMF ermöglicht es, alle beteiligten Forschungsbereiche zu vernetzen und so gemeinsam wichtige Ziele zu erreichen. Sowohl die Umsetzung vom Labormaßstab in die industrielle Praxis für die verschiedensten Komponenten, als auch neuartige Verfahren bei der Herstellung unterschiedlichster Materialien oder Struktur- und Funktionsmaterialien mit maßgeschneiderten Eigenschaften für die verschiedensten Anwendungen sind weltweit gefragt.
Die gezielte Variation von unterschiedlichsten Eigenschaften sowohl organischer als auch anorganischer Materialien werden genutzt, um bestimmte spezifische Lösungen zu realisieren. Diese wiederum werden umgesetzt in Innovationen, die auf dem Markt rege Nachfrage erzeugen. Neue Anwendungsgebiete in der Diagnostik und Analytik konnten durch die gezielte Herstellung von Nanopartikeln, deren Derivate und Komposite gefunden werden. Am FMF entwickelte, ausgereifte Techniken im Bereich der Halbleitertechnologie sind international begehrt.

## Forschungsbereiche
Die Arbeit der am FMF tätigen Mitglieder lässt sich in folgende Forschungsthemen gliedern:
- Nachhaltige Werkstoffe, Biopolymere und biobasierte Materialien
- Funktionale Grenzflächen
- Digitale Fertigung durch Multimaterialdruck und 4D-Druck
- Materialdesign nach Vorbildern aus der Natur
- Mikro-, Nano- und Detektor-Technologie
- Simulation und Modellierung komplexer Materialsysteme
- Kohlendioxidkonversion und Katalyse für nachhaltige Prozesse
- Funktionsmaterialien für die Gewinnung, Speicherung und Konversion erneuerbarer Energien
- Materialsysteme für Health Care

Um in dieser dynamischen Struktur eine effiziente Nutzung von Großgeräten sicherzustellen, werden diese von drei Servicegruppen betreut, die wissenschaftliche Methoden pflegen und weiterentwickeln. Die Servicegruppen bieten Dienstleistungen in den folgenden Bereichen an:
Materialcharakterisierung und Detektortechnologie (MCD)
Charakterisierung von Oberflächen und Grenzflächen (CHOG)
Prozesstechnologie

## Mitglieder
Aktiv sind 20 wissenschaftliche Mitglieder (sowie 10 assoziierte) am FMF tätig.
Eine Mitgliedschaft im FMF ist möglich durch die Einbringung neuer materialwissenschaftlicher Projekte. Die Kapazitäten werden projektbezogen zugewiesen.

## Anbindung
Das Materialforschungszentrum ist vom Hauptbahnhof aus fußläufig erreichbar. Die Station Albertstraße/Institutsviertel des Fahrradverleihsystems Frelo befindet sich 200 m weiter östlich.